# Огасаварская ассоциация по наблюдению за китами
Огасаварская ассоциация по наблюдению за китами — японская общественная организация, которая регулирует правила наблюдения за китами в районе островов Огасавара. С 1989 года ассоциация проводит исследования и занимается просветительской деятельностью касательно китов. Она также организует туристические поездки по наблюдению за китами.
30 сентября 2004 года исследователи из Национального музея науки Японии и Огасаварской ассоциации по наблюдению за китами сделали первые фотографии живого гигантского кальмара в его естественной среде обитания. Несколько из 556 фотографий были опубликованы год спустя. Та же команда учёных впервые успешно сняла на камеру живого гигантского кальмара 4 декабря 2006 года.